# Minas Morgul
Minas Morgul conosciuta anche con il suo precedente nome di Minas Ithil (in Sindarin: Torre della Luna), è una città fortificata di Arda, l'universo immaginario fantasy creato dallo scrittore inglese J. R. R. Tolkien. Il suo nome completo è Minas Ithil nella Valle di Morgul, poiché la città si trova in una profonda valle dallo stesso nome.

## Etimologia
Minas Ithil significa "Torre della Luna" e Minas Morgul significa "Torre della Magia Nera". La parola minas significa "torre". La parola ithil è un nome poetico per la Luna proveniente da sil o thil che significa "splendere di luce bianca o argentea". La parola morgul significa "magia nera". L'elemento mor significa "nero, oscuro". L'elemento gûl significa "stregoneria, magia" dalla radice ngolor o nólë che significa "lungo studio, sapienza, conoscenza"
Minas Ithil era chiamata anche la Torre della Luna e la Torre della Luna Sorgente per via della pietra in grado di riflettere i raggi lunari che la facevano risplendere nella notte, illuminando tutta la valle.
Minas Morgul era chiamata anche la Città Morta e la Torre della Negromanzia.

## Storia

### Seconda Era

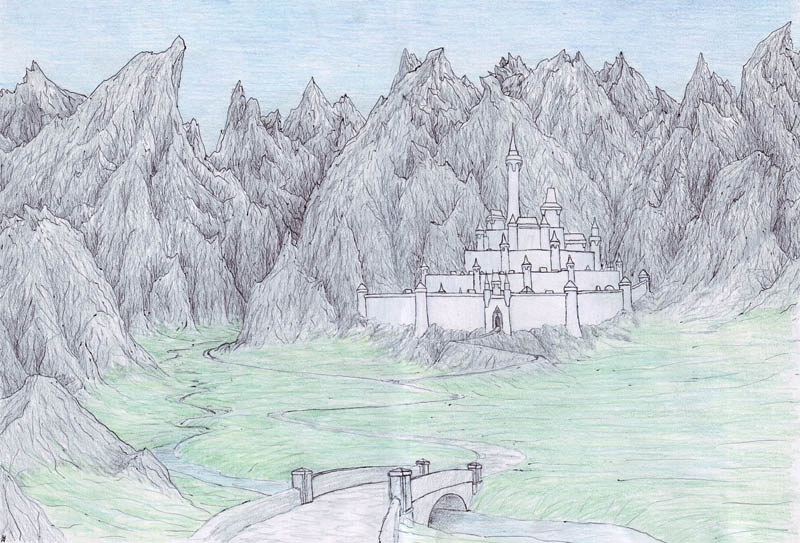
Minas Ithil in una raffigurazione artistica

Dopo la distruzione di Númenor, Isildur e Anárion, i figli di Elendil, approdarono a Gondor. Isildur costruì Minas Ithil all'estremità meridionale di una piacevole valle nell'Ithilien, vicino al confine montuoso di Mordor, mentre Anárion costruì Minas Anor (la Torre del Sole, successivamente ribattezzata Minas Tirith) più a ovest oltre l'Anduin. I fratelli avevano i loro troni fianco a fianco a Osgiliath. Isildur piantò un germoglio dell'Albero Bianco Nimloth al di fuori della sua casa a Minas Ithil, e uno dei sette palantíri era custodito nella torre. I bianchi muri in marmo, gli edifici e la torre della città erano stati progettati per catturare e riflettere la luce della luna, e rifulgevano di una morbida luminescenza argentea.
Quando Sauron tornò dopo essere sfuggito alla distruzione di Númenor, attaccò gli esuli di Númenor, e le sue forze presero Minas Ithil nel 3429 S. E.. Anche se l'Albero Bianco fu bruciato, Isildur riuscì a sfuggire con la sua famiglia lungo l'Anduin con un suo germoglio, in cerca di suo padre Elendil. La città fu poi ripresa e mentre Isildur, Anárion ed Elendil attaccavano Mordor, i figli di Isildur furono inviati alla guarnigione di Minas Ithil, al fine di intercettare Sauron, se avesse tentato di scappare da Mordor a ovest.
Quando l'Ultima Alleanza sconfisse Sauron nel 3441 S. E., Minas Ithil fu restaurata come città/fortezza e prosperò per molti anni, anche se era ormai sotto il dominio del figlio di Anárion, Meneldil, come aveva progettato Isildur per impadronirsi del Regno paterno di Arnor. Isildur piantò i semi dell'Albero Bianco a Minas Tirith in memoria di Anárion, che era stato ucciso durante la Guerra.

### Terza Era
Minas Ithil soffrì molto a causa della Grande Epidemia del 1636 T. E.. La sua popolazione e la guarnigione diminuirono, e la sorveglianza su Mordor diminuì inevitabilmente. Durante il 1980 T. E., i Nazgûl tornarono a Mordor, dopo la sconfitta del Re stregone di Angmar nel nord della Terra di Mezzo da una forza congiunta di Elfi, Dunedain, e di uomini di Gondor, sotto il comando del Principe Eärnur.
Preparandosi per il ritorno di Sauron, gli Spettri dell'Anello assediarono Minas Ithil nel 2000 TE, e presero la città per il loro oscuro maestro due anni più tardi. Minas Ithil fu occupata da creature crudeli e sulle sue mura furono poste fortificazioni minacciose. Il palantír custodito nella Torre fu rubato e successivamente installato presso Barad-dûr. La città divenne un orribile, malefico posto, e fu chiamata Minas Morgul, "La Torre della Magia Nera" in Sindarin; anche la valle in cui si trovava divenne conosciuta come Valle di Morgul. In risposta, Minas Anor fu rinominata Minas Tirith, "La Torre di Guardia", per indicare l'eterna vigilanza di Gondor contro la minaccia del Re Stregone.
Dopo che Eärnur divenne Re di Gondor nel 2043, il Re Stregone, Signore dei Nazgûl, lo sfidò a singolar tenzone per terminare un controverso duello che si era svolto anni prima alla battaglia di Fornost. Nel 2050 Eärnur accettò una seconda sfida, cavalcò con un contingente di cavalieri a Minas Morgul e non fu mai più visto. Si credette che Eärnur morì sotto tortura a Minas Morgul. Poiché non aveva eredi e non fu mai dichiarato ufficialmente morto, la linea dei Sovrintendenti di Gondor, che iniziò con Mardil, Sovrintendente di Eärnur, governò il regno al suo posto fino al ritorno dell'erede di Isildur. Terrore e guerre furono dirette contro Gondor da Minas Morgul finché l'Ithilien divenne deserto.
Sauron tornò segretamente a Mordor nel 2942; nel 2951 si dichiarò apertamente e cominciò a raccogliere di nuovo il suo potere. Sauron ottenne la pietra di Ithil e con essa fu poi in grado di ingannare Saruman ed estenuare Denethor, Sovrintendente di Gondor, che avevano un palantír a testa.
Al momento della Guerra dell'Anello, il Re stregone di Angmar e la maggior parte dei Nazgûl abitavano a Minas Morgul, e due o tre altri Nazgûl occupavano Dol Guldur nel Bosco Atro. Anche numerosi Orchi, tra cui Gorbag, erano presenti a Minas Morgul e le Sentinelle Silenti erano sempre vigili.
Il 20 giugno 3018, il Re Stregone andò via per condurre un attacco contro Osgiliath, e poi si diresse a nord con i Nazgûl in cerca dello Hobbit che portava l'Unico Anello.

### Città dei Nazgûl
Sotto gli Spettri dell'Anello Minas Ithil fu pervertita in una versione orribilmente corrotta della sua precedente bellezza. La sua porta era simile a una bocca cavernosa. Il corso della torre ruotava lentamente, mostrando una diversa testa ghignante a ogni turno, e le mura di marmo di Morgul rifulgevano non riflettendo il chiaro di Luna, ma con una pallida, spaventosa luce propria che Tolkien descrive come "una luce cadaverica" che "non illuminava nulla". Mentre Minas Ithil probabilmente fu, ai suoi tempi, una vivace, rumorosa città come Minas Tirith, Minas Morgul era silenziosa come una tomba. Le mura e la torre di Minas Morgul avevano molte finestre, ma tutte erano spente e non rivelavano nulla degli orrori all'interno. La magia nera che aveva permeato la Valle di Morgul era talmente grande che poteva far impazzire gli uomini che si avvicinavano troppo alla città. Un ponte di pietra bianca correva attraverso la Valle di Morgul dalla porta della città alla parete nord, e ad ogni estremità del ponte vi erano orribili statue serpeggianti di uomini e animali. Su entrambi i lati della Valle vi erano campi di fiori che emanavano un odore di marcio.
Quando Frodo Baggins, Samvise Gamgee e Gollum passarono dalla città sulla loro via per Cirith Ungol, l'Unico Anello riuscì quasi a costringere Frodo a correre verso le porte della città. Mentre salivano per le scale di Cirith Ungol, Frodo, Sam e Gollum videro un lampo rosso eruttato da Barad-dûr per segnalare l'inizio dell'attacco a Minas Tirith. Subito dopo un lampo simile di luce verde fu emesso dalla torre di Minas Morgul, mentre la sua guarnigione, sotto la guida del Re Stregone di Angmar, marciava per porre Minas Tirith sotto assedio.

### La Guerra dell'Anello e la Quarta Era
Durante la Guerra dell'Anello, Minas Morgul continuò ad agire come base di operazioni per il Re Stregone ed era una grande guarnigione e base per le forze di Sauron. L'esercito di Orchi e Troll che attaccò Osgiliath e assediò Minas Tirith proveniva da Minas Morgul.
Quando l'Esercito dell'Ovest, diretto al Morannon per la loro ultima resistenza, passò per Minas Morgul, distrusse il ponte che conduceva alla Valle di Morgul e bruciò i suoi campi. Le forze di Aragorn non incontrarono resistenza da parte della Torre poiché l'intera guarnigione della città era stata uccisa alla battaglia dei Campi del Pelennor. Il Principe Imrahil di Dol Amroth propose di attaccare Mordor attraverso Minas Morgul, ma gli altri temettero che il male presente nella valle potesse far impazzire gli uomini di Gondor. Inoltre Gandalf, sapendo che il Portatore dell'Anello era passato per di là per raggiungere Monte Fato, preferì non attirare l'attenzione su Morgul attaccandola.
Dopo la guerra dell'Anello, quando Aragorn fu incoronato re Elessar, nominò Faramir Principe dell'Ithilien. Faramir costituì la sua residenza a Emyn Arnen, a sud-est di Minas Tirith, e governò da lì con la sua nuova sposa, Éowyn. Alla sua incoronazione, re Elessar decretò inoltre che Minas Ithil nella Valle di Morgul doveva essere totalmente distrutta e resa pulita per sette anni, e che nessun uomo vi avrebbe poi abitato. Successivamente Minas Ithil venne completamente ricostruita, libera dal male che aveva inquinato quel posto per millenni.

Lo scudo delle armate di Minas Morgul

## Adattamenti
La città appare ne Il Signore degli Anelli - Il ritorno del re, il terzo film della trilogia diretta da Peter Jackson. Minas Morgul, la Scala e la Torre di Cirith Ungol, e la Tana di Shelob sono stati disegnati tutti da John Howe, con la strada di Morgul che usa una prospettiva forzata in una miniatura bluescreen. A differenza di Minas Tirith, disegni ufficiali di Minas Morgul sono estremamente rari e incoerenti, cosicché Howe ha avuto notevole libertà nella progettazione della città per il film. La progettazione di Howe di Minas Morgul è stata ispirata dall'esperienza dell'estrazione dei denti del giudizio: allo stesso modo, gli Orchi hanno sovrapposto i loro progetti contorti a una precedente città di Gondor. Per Cirith Ungol, Howe si era basato sui disegni di Tolkien, ma quando Richard Taylor l'ha giudicata "noiosa", la scala è stata ridisegnata con più curve. La scenografia interna, come Minas Tirith, è stata costruita su pochi livelli multipli che suggeriscono una più ampia struttura.
Nel videogioco La Terra di Mezzo: L'ombra della guerra del 2017 il giocatore assiste alla conquista della città di Minas Ithil da parte del Re Stregone e dei Nazgûl ma questa versione non è canonica in quanto la conquista avviene poco dopo il ritorno di Sauron a Mordor alla fine della Terza Era quando nel canone tolkeniano ciò avviene quasi mille anni prima.